# Encephalartos senticosus

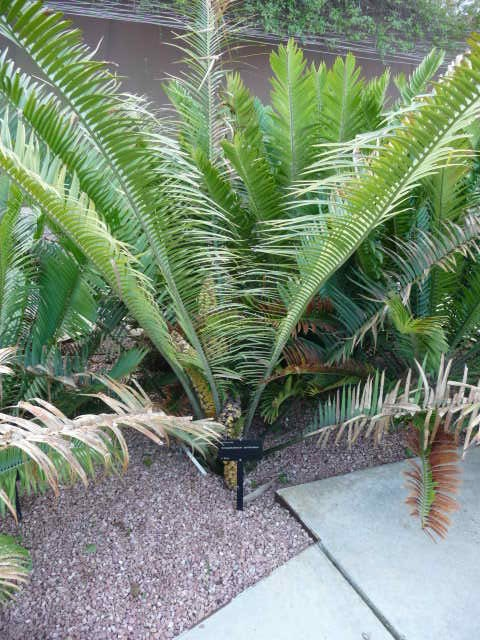
Vista lateral.

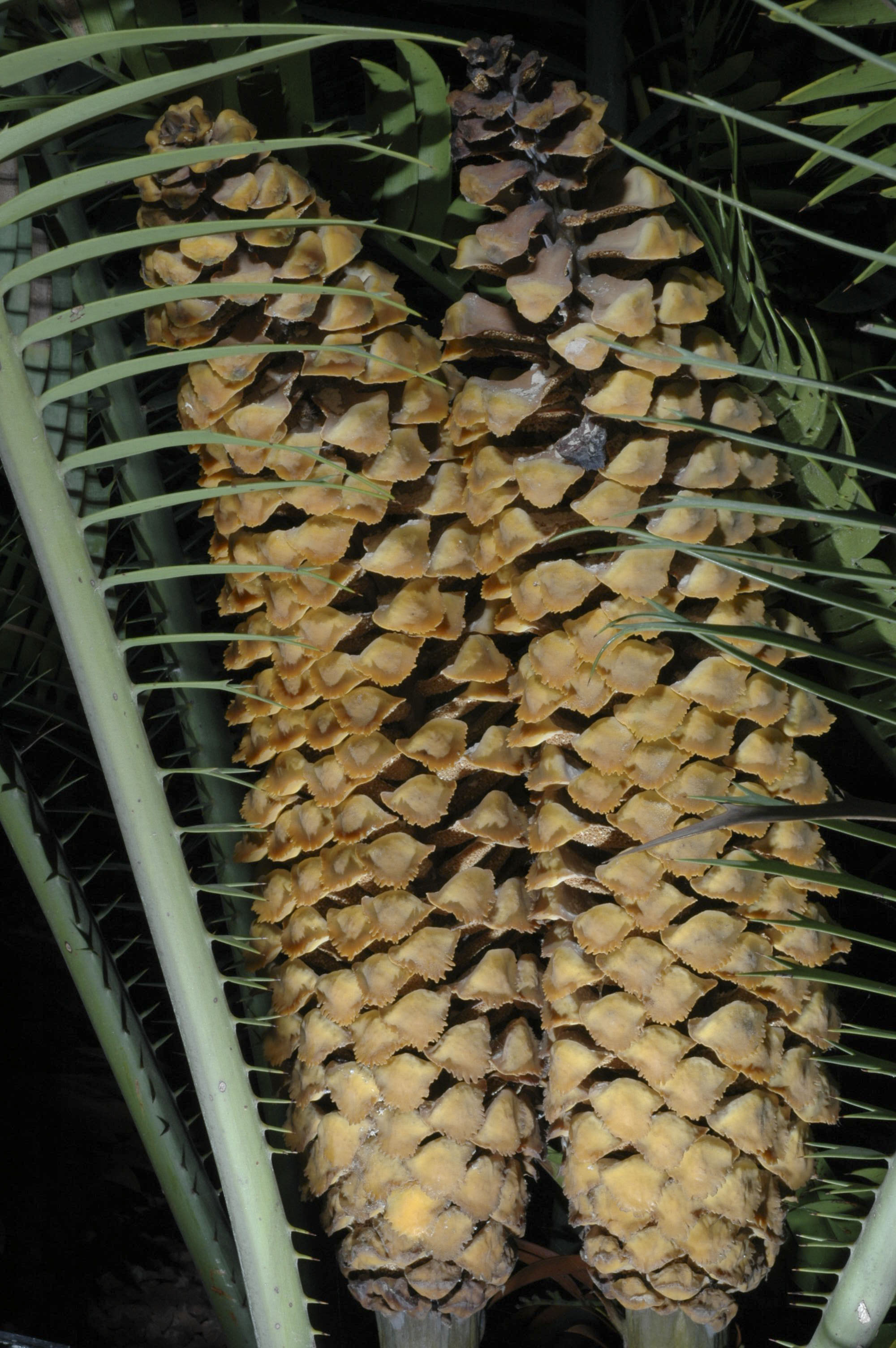
Cons de l'espècie Encephalartos senticosus.

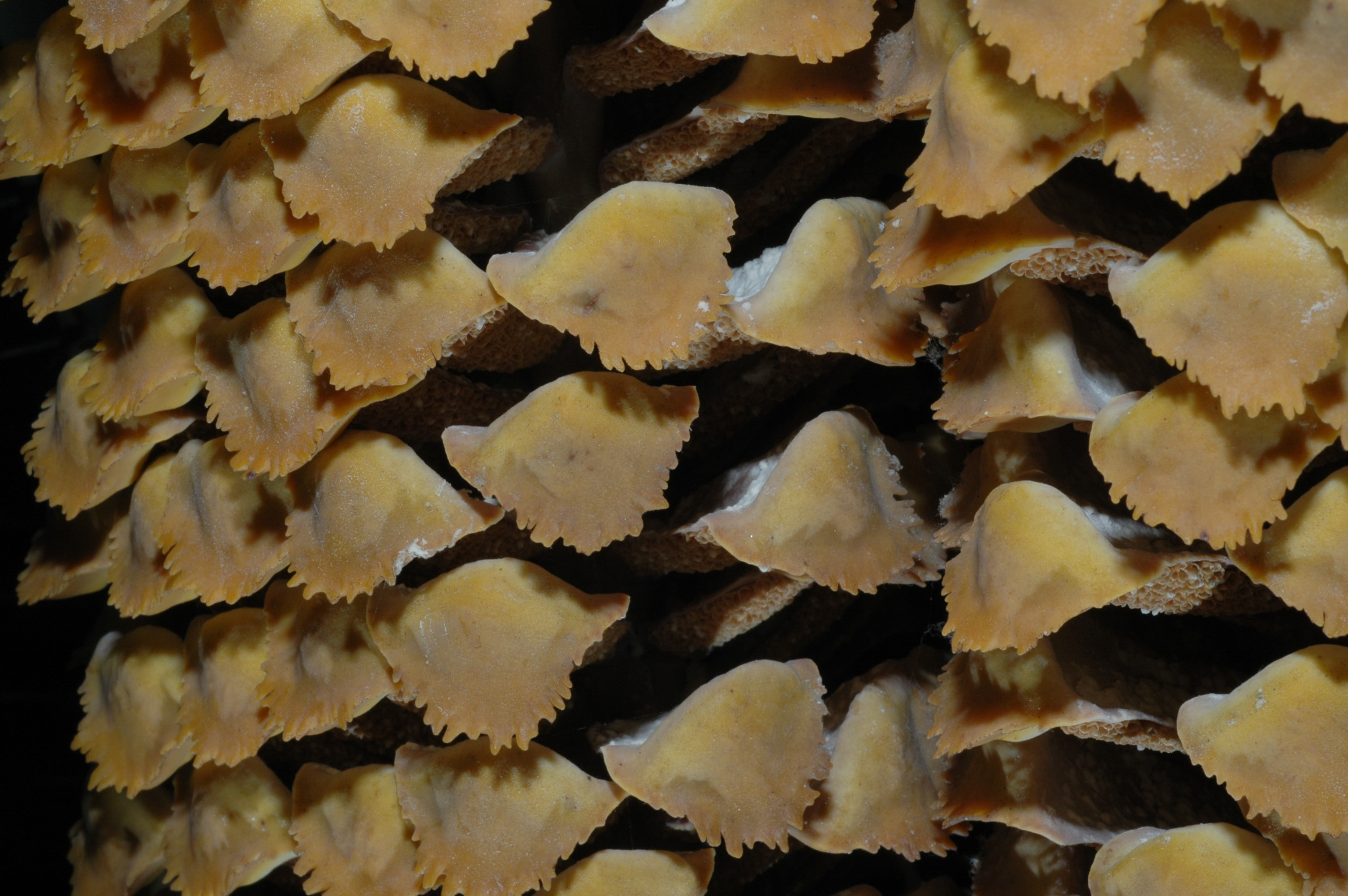
Vista ampliada d'un con.

Encephalartos senticosus és una espècie de gimnosperma de la divisió Cycadophyta, família Zamiaceae. És nativa de la Serralada Lebombo de Sud-àfrica. Creix a zones molt seques, penya-segats assolellats, també a pendents fortes, a rocalles i zones arbustives.

## Descripció
És una espècie de ràpid creixement, de palmes fosques i gegants, que prefereix les zones temperades. La seva tija està coberta per restes de la base de les fulles velles i seques trencades per la base. Les palmes són dures, estretes i dentades. La pol·linització d'aquesta espècie al medi natural es produeix per insectes, essent un fenomen poc freqüent a gimnospermes. Les llavors les dispersen ocells, babuïns, micos, rosegadors i rat-penats atrets per la coberta carnosa que embolcalla la llavor.

## Problemàtica
En els últims 60 anys, un gran nombre d'individus de l'espècie Encephalartos senticosus han estat extrets del seu hàbitat natural, principalment per propòsits de paisatgisme. Actualment està catalogat per la Unió Internacional per a la Conservació de la Natura (UICN) com a vulnerable, és a dir, amb un alt risc d'extinció a causa de factors antròpics o esdeveniments catastròfics d'origen humà o natural, i és que la seva distribució s'ha restringit només a una zona dispersa al llarg dels cims de les muntanyes de Lebombo, a Sud-àfrica.

## Taxonomia
Durant molts anys se l'ha confós amb Encephalartos lebomboensis, però el 1996 es va veure que es tractava de dues espècies diferents. Les principals diferències entre aquestes dues espècies rauen en el nombre, mida i forma dels cons masculins i femenins.